# Purmerends Museum

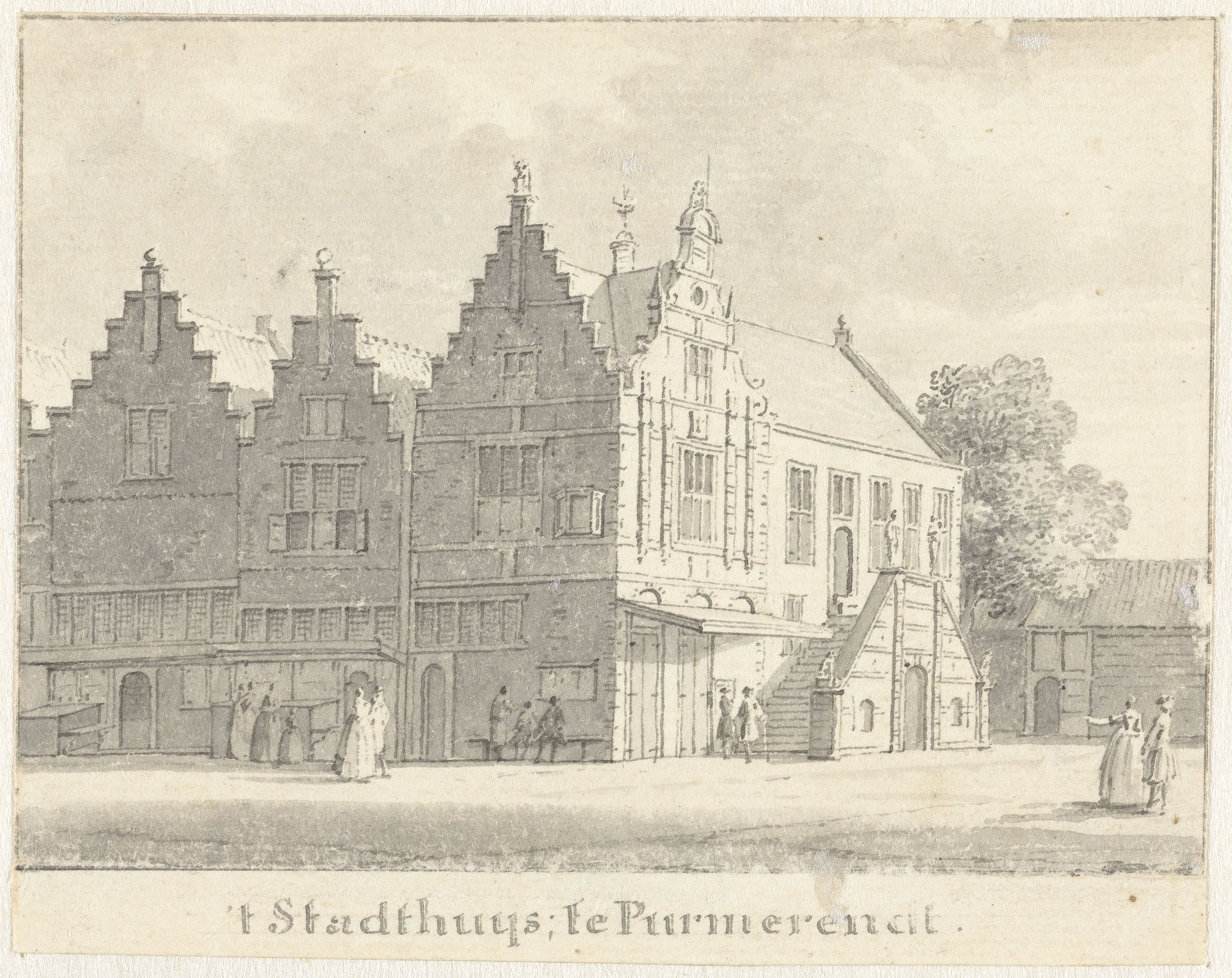
Het stadhuis aan het begin van de 18e eeuw stond model voor het huidige gebouw

Het Purmerends Museum is gevestigd in het oude stadhuis van de Noord-Hollandse stad Purmerend, aan de Kaasmarkt. Het pand werd in 1912 gebouwd naar ontwerp van de Purmerendse bouwmeester Jan Stuyt ter vervanging van een ouder gebouw dat in 1910 gesloopt is. In 1996 werd een nieuw stadhuis geopend aan de Purmersteenweg op de locatie van het voormalige Stadsziekenhuis.
Het museum bestaat sinds 1946 (vanaf 1942 als Oudheidkamer Purmerend). 

## Collectie
Het museum heeft een grote collectie Purmerends jugendstil-aardewerk. In de periode 1895-1907 was Purmerend een centrum voor de fabrieksmatige productie van sieraardewerk door onder meer de Plateelbakkerij Brantjes en de Plateelbakkerij Haga en was een voorbeeld van de vernieuwingsbeweging in de kunstnijverheid.
Ook bezit het museum stukken die gaan over de geschiedenis van de stad en haar omgeving, zoals enkele afbeeldingen, prentbriefkaarten, voorwerpen en maquettes. Deze geven een beeld van de ontwikkeling van de stad: van vissersdorp tussen de meren en latere droogmakerijen Beemster, Purmer en Wormer naar marktstad en de latere groeikern. Ook geeft het museum een beeld van de economische kurk waar Purmerend eeuwenlang op dreef: de markten. Zo werden in Purmerend onder andere groentenmarkten, kaasmarkten, kalvermarkten, paardenmarkten, pluimveemarkten, schapenmarkten, varkensmarkten en vismarkten gehouden.
Van de twee in Purmerend geboren architecten van het nieuwe bouwen, J.J.P. Oud en Mart Stam, is vroeg werk in de collectie, evenals van de grafisch ontwerper Jac. Jongert, die lange tijd in Purmerend werkzaam is geweest.
Het museum organiseert ook regelmatig tijdelijke exposities.